# Mall of Scandinavia
Mall of Scandinavia (sedan 2019 formellt med tillägget Westfield Mall of Scandinavia), vanligen förkortat till MoS (uttal: /muːs/), är en galleria som ligger bredvid Strawberry Arena, i Arenastaden i Solna, strax norr om centrala Stockholm. Byggstart av Arenastaden skedde under våren 2010. Mall of Scandinavia, som ingår i de senare etapperna, påbörjades januari 2012 och invigdes den 12 november 2015.
Mall of Scandinavia är Sveriges och Skandinaviens största galleria. Anläggningen innehåller cirka 169 butiker och 43 restauranger i tre plan på en total yta av 100 000 m². Gallerian inhyser även en av Sveriges största biografer, Filmstaden Scandinavia, med totalt 1 860 platser i 15 salonger, där den största salongen är en IMAX-biograf med 419 platser.
Peab har byggt gallerian åt den fransk-nederländska fastighetsägaren Unibail-Rodamco-Westfield som i Sverige i övrigt äger Täby centrum och Nacka Forum. Fastighetsbolaget har uppgett att investeringen är på cirka 6 miljarder kronor. Huvudarkitekt har varit BAU Arkitekter genom Peter Walker som också stått för den övergripande stadsplaneringen för hela Arenastaden och ritat båda de broar som förbinder platsen med järnvägsstationen.
Den 28 september 2019 nyinvigdes Mall of Scandinavia under sitt nya namn: Westfield Mall of Scandinavia. Namnbytet är ett resultat av en fastighetsaffär där Unibail Rodamco köpte Westfield.

## Kommunikationer
Mall of Scandinavia ligger relativt nära E4 och det finns cirka 4 000 parkeringsplatser. Köpcentrets södra entré ligger i nära anslutning till den norra entrén av Solna pendeltågsstation. Det är omkring 700 meter till Tvärbanans spårvagnshållplats Solna station, och ett flertal busslinjer finns i området. SL-buss 502 går genom området och flera andra lokala busslinjer passerar med hållplats vid Solna station. Området kommer, tidigast 2028, att få en egen tunnelbanestation, Arenastaden.

## Miljö och hållbarhet
Mall of Scandinavia har certifierats enligt den globala miljö- och hållbarhetsstandarden BREEAM med betyget Excellent i Designfasen. Det är första gången ett svenskt köpcentrumprojekt erhåller Excellent-nivå och Mall of Scandinavia är överlag ett av ytterst få köpcentrumprojekt i Europa med denna höga certifiering.

## Kritik
Under byggnationen av Mall of Scandinavia uppmärksammades ett antal brister i arbetsmiljön. Uppdrag granskning visade bland annat att hemliga bemanningsbolag använts samt att användandet av amfetamin bland byggnadsarbetarna var utbrett.
Inför sminkbutiken Make Up Stores 23-årsdag lade Mall of Scandinavia upp en bild där en modell poserade med ett läppstift i munnen för att uppmärksamma butikens födelsedag. Detta möttes av kritik från Annonsrådets Amanda Oxell, som menade att bilden var förnedrande mot kvinnor och porträtterade dem som sexuella objekt. Efter kritiken tog Mall of Scandinavia ned bilden från sociala medier.

## Bilder

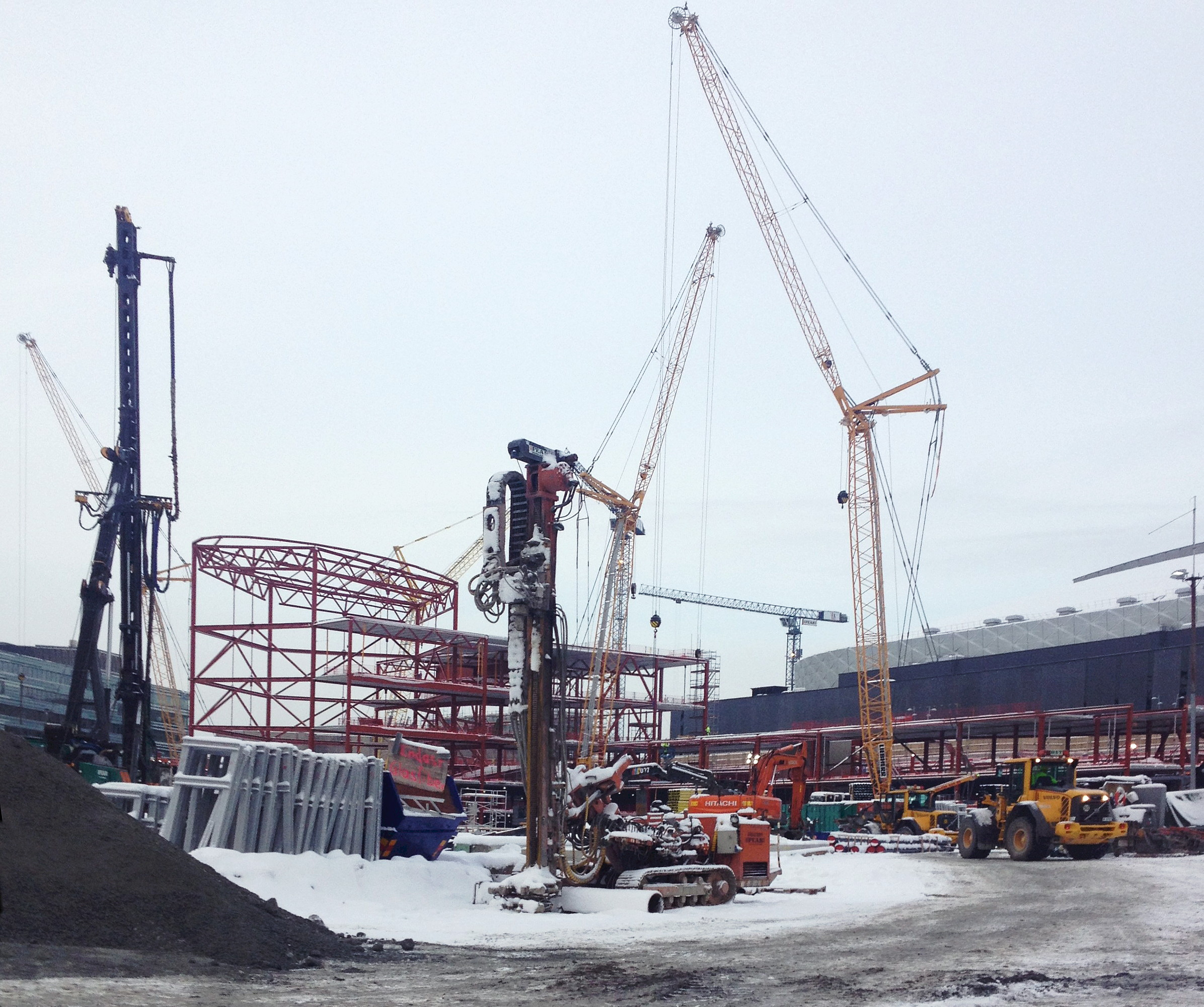
Februari 2013.
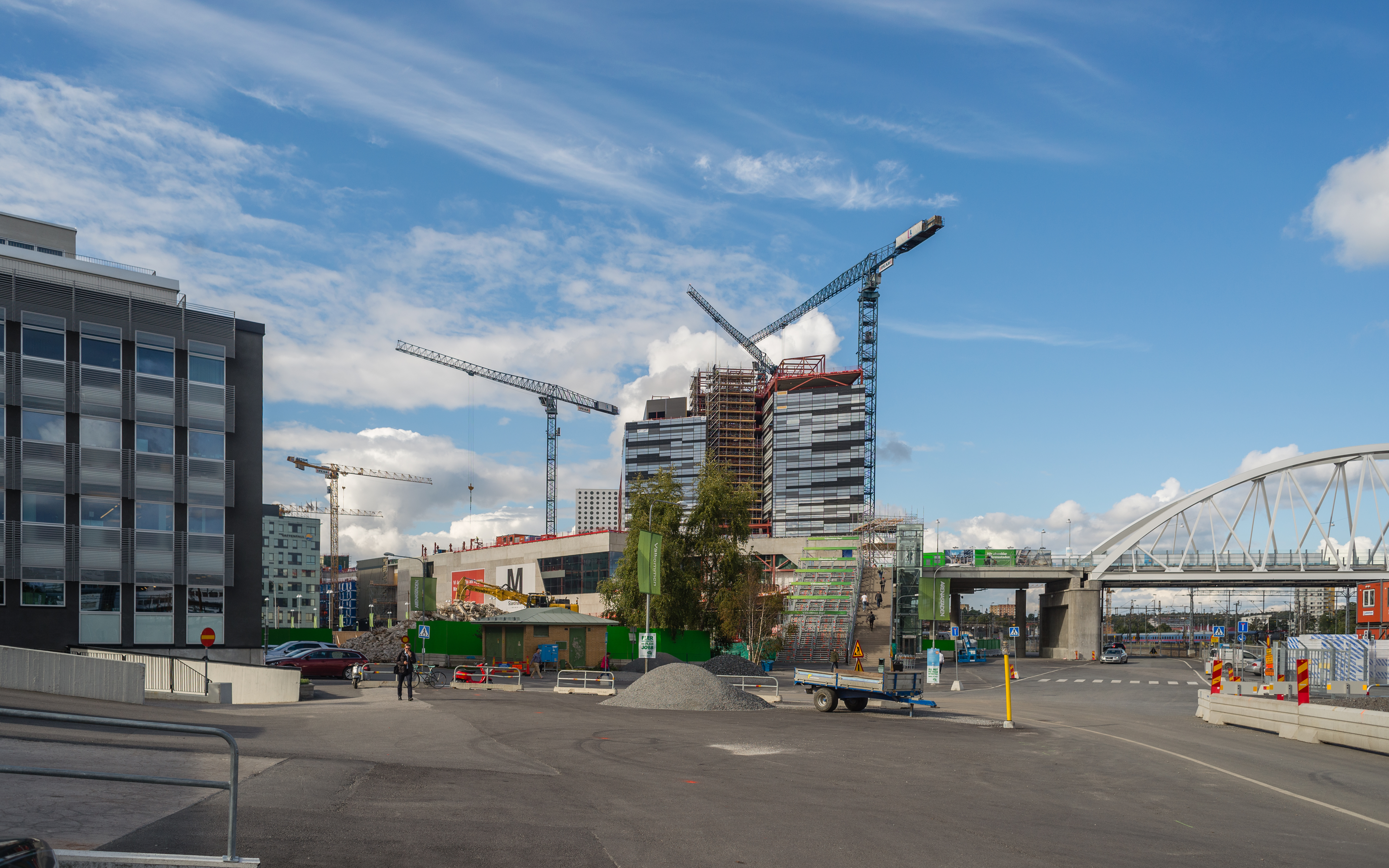
September 2014.
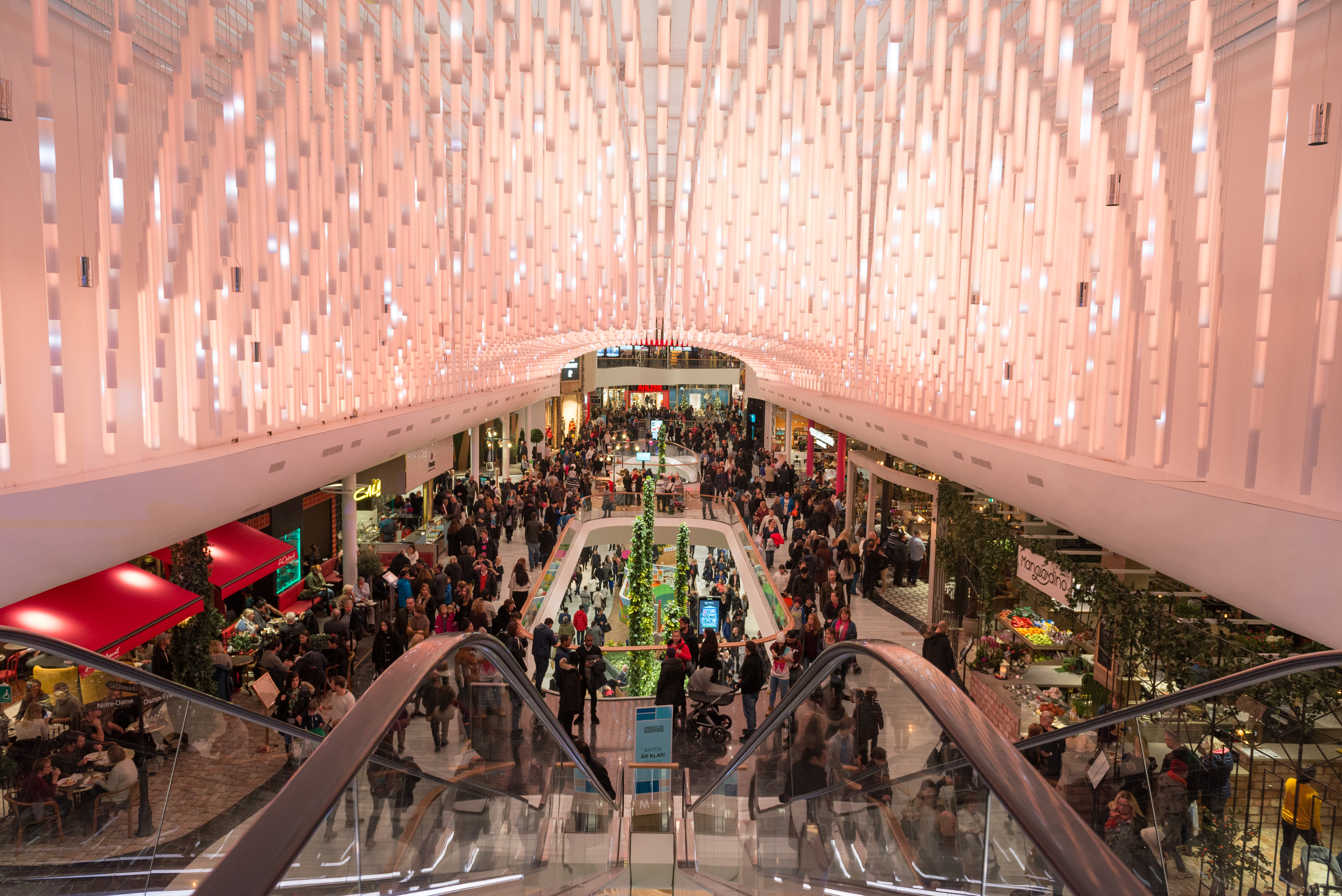
Interiören i november 2015.
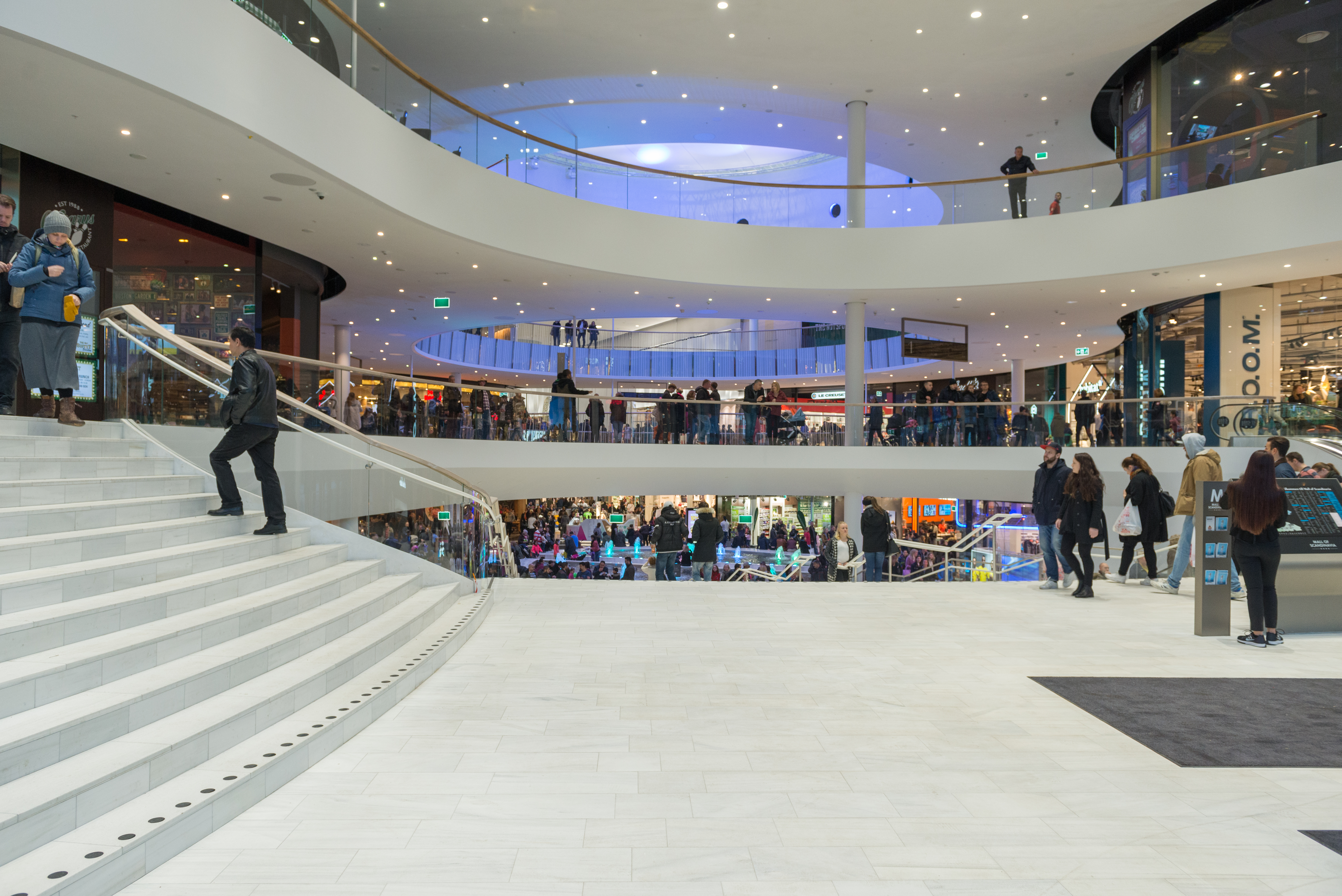
Vy från den norra entrén